# ماري آن نيكولز
ماري آن نيكولز، المعروفة باسم بولي نيكولز (بالإنجليزية: Mary Ann Nichols)‏(26 أغسطس 1845 – 31 أغسطس 1888)، هي أول ضحية مؤكدة للقاتل المتسلسل المجهول المعروف باسم جاك السفاح، الذي يُعتقد أنه قتل وشوّه جثث ما لا يقل عن خمس نساء في وحول منطقة وايت تشابل في لندن من أواخر أغسطس إلى أوائل نوفمبر 1888.
من غير المرجح أن تكون جريمتا القتل السابقتان المرتبطتان بقاتل وايت شابل قد ارتكبهما جاك السفاح. ومع ذلك، عند ربط جريمة قتل ماري آن نيكولز بهذه السلسلة، زاد اهتمام الصحافة والجمهور بالجرائم وبالظروف المعيشية العامة لسكان شرق لندن.

## روابط خارجية
- ماري آن نيكولز على موقع IMDb (الإنجليزية)

- كتيب: جاك السفاح